# Richard Pottier
Richard Pottier, pseudonimo di Ernst Deutsch (Graz, 6 giugno 1906 – Le Plessis-Bouchard, 2 novembre 1994), è stato un regista francese, nato in Austria all'epoca dell'impero austro-ungarico.

## Filmografia

### Cinema
- Si j'étais le patron (1934)
- Un oiseau rare (1935)
- Su con la vita! (Fanfare d'amour) (1935)
- Guilty Melody (1936)
- Il disco 413 (Le disque 413) (1936)
- La via dei brillanti (27 rue de la Paix) (1936)
- Les Secrets de la Mer Rouge (1937)
- Parata d'amore (Lumières de Paris) (1938)
- Il mondo crollerà (Le monde tremblera) (1939)
- Mademoiselle Swing (1942)
- Défense d'aimer (1942)
- Huit Hommes dans un château (1942)
- Picpus (1943)
- Mon amour est près de toi (1943)
- La Ferme aux loups (1943)
- Les caves du Majestic (1945)
- L'Insaisissable Frédéric (1946)
- Destins (1946)
- Vertiges (1947)
- L'avventura comincia domani (L'aventure commence demain) (1948)
- Sangue sulla neve (La nuit blanche) (1948)
- Deux amours (1949)
- Barry - La fiaccola della vita (Barry) (1949)
- Vita di un commesso viaggiatore (Casimir) (1950)
- Solo Dio può giudicare (Meurtres) (1950)
- Caroline chérie (1951)
- Rendez-vous à Grenade (1951)
- L'inchiesta è aperta (Ouvert contre X...) (1952)
- Violette imperiali (Violetas imperiales) (1952)
- L'eroe della Vandea (Les révoltés de Lomanach) (1954)
- La bella Otero (1954)
- La castellana del Libano (La châtelaine du Liban) (1956)
- Le chanteur de Mexico (1956)
- Tabarin (1958)
- Texas (Sérénade au Texas) (1958)
- David e Golia, co-regia di Ferdinando Baldi (1960)
- Il ratto delle Sabine (1961)
- Le dernier tiercé (1965)